# Sporting Club Casablanca
Actualités
Dernière mise à jour : 2 août 2024.
Le Sporting Club Casablanca (en arabe : نادي سبورتينغ الدار البيضاء) est un club de football féminin marocain évoluant en Championnat marocain de première division. Le club est basé dans la ville de Casablanca, et accueille ses matchs au Stade Ba Mohammed dans le quartier de Sbata.

## Histoire
Fondé en 2019, le Sporting Casablanca est un club 100% féminin.
En deux ans, le club se hisse en première division, et termine troisième lors de sa première saison dans l'élite en 2021-2022.
En 2023, le club atteint pour la première fois la finale de la Coupe du Trône : après avoir éliminé l'Association de Fida (4-1), puis en quart de finale, le Wydad (4-2) et Laâyoune en demi-finale (3-0). Les Casablancaises butent sur l'AS FAR 5-0 en finale. En championnat, le SCC est dauphin de l'AS FAR avec 17 victoires en 26 journées, emmené par son attaquante vedette Chaymaa Mourtaji, deuxième meilleure buteuse avec 21 buts.
Grâce à sa deuxième place acquise en championnat à l'issue de la saison 2022-2023, le club décroche son ticket pour le tournoi de l'UNAF qualificatif à la Ligue des champions 2023. Après avoir remporté le tournoi, le SCC participe à la phase continentale en Côte d'Ivoire en novembre 2023. Les Casablancaises terminent deuxièmes de leur poule derrière les Mamelodi Sundowns, qu'elles retrouvent en finale après avoir éliminé Ampem Darkoa aux tirs au but en demi-finale (2-2, 3-2). Elle s'inclinent contre les Sud-Africaines sur le score de 3 buts à 0.

## Palmarès
| Compétitions nationales | Compétitions internationales                                                                          |
| - Championnat du Maroc (0): - Vice-champion : 2023, 2024 - Coupe du Trône (0): - Finaliste : 2023 - Championnat D2 Maroc - Champion : 2021 - Championnat Ligue régionale du Grand Casablanca - Champion : 2020 | - Ligue des champions de la CAF (0) : - Finaliste : 2023 - Tournoi de l'UNAF (1) : - Vainqueur : 2023 |